# أليوت هودج
أليوت هودج (بالإنجليزية: Elliot Hodge) هو لاعب كرة قدم بريطاني في مركز الوسط، ولد في 17 يناير 1996 في نوتنغهام في المملكة المتحدة. لعب مع تيلفورد يونايتد.

## وصلات خارجية
- أليوت هودج على موقع قاعدة بيانات كرة القدم.إي يو (الإنجليزية)
- أليوت هودج على موقع Soccerway.com (الإنجليزية)